# Base aérienne de Taszár
La base aérienne de Taszár est une base aérienne de l'armée hongroise située près de la ville de Taszár dans le comitat de Somogy en Hongrie, à 10 kilomètres à l'est de Kaposvár.

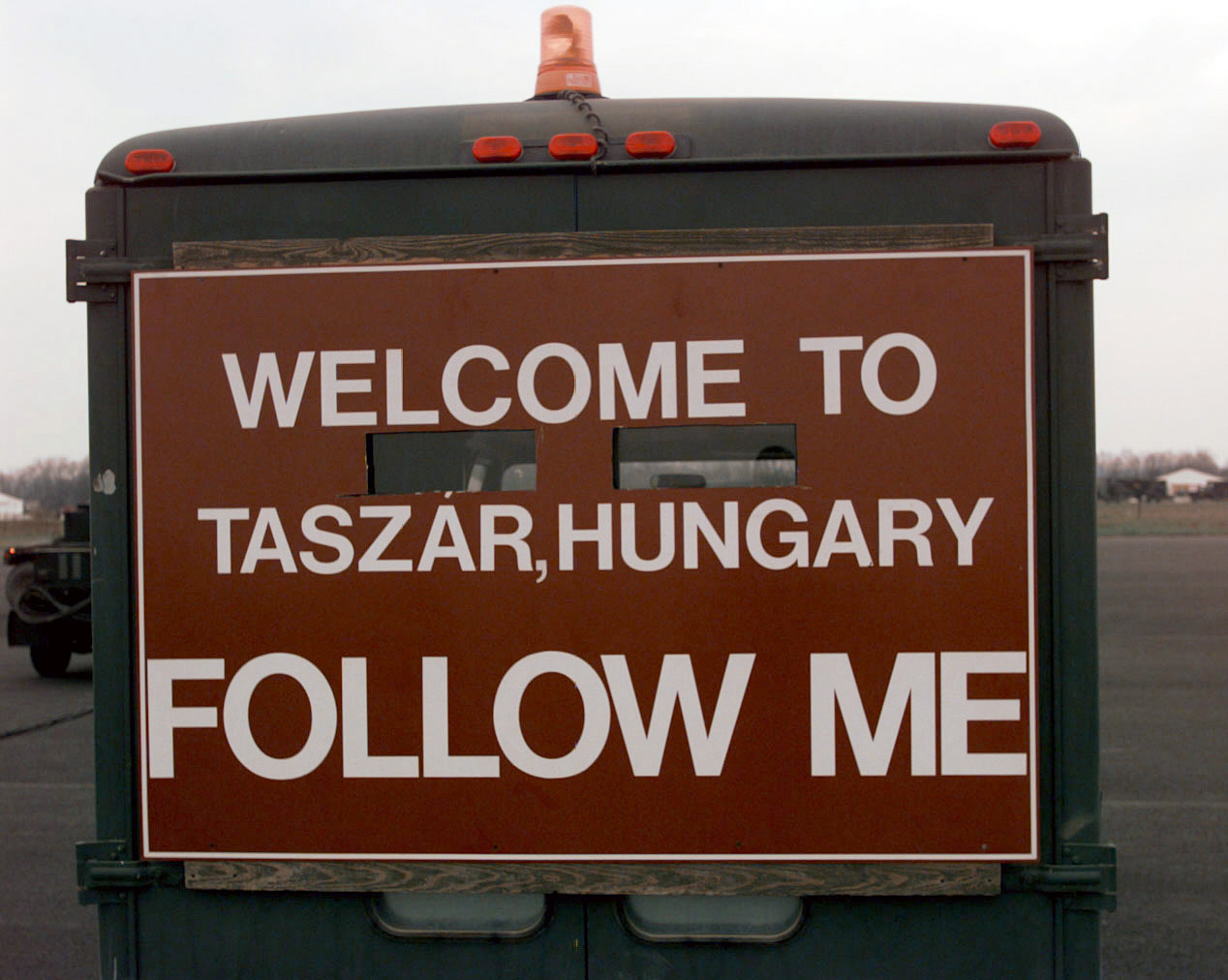

## United States Air Force
Taszár Air Base a été utilisée par l'USAF de 1995 à 2004.
Des drones Predator du 11th Reconnaissance de Nellis Air Force Base ont été notamment utilisés depuis cette base au-dessus de la Bosnie.
Le 111th Area Support Group de la Garde Nationale du Texas est basé à Taszár du 15 août 1997 (en remplacement du 213th Area Support Group) au 3 mars 1998 quand il y est remplacé par le 16th Corps Support Group,,.
.